# Hiệp hội Du lịch Hoa Kỳ

### Về ASTA
Hiệp hội du lịch Hoa Kỳ (ASTA) được thành lập vào ngày 20/04/1931, là hiệp hội lớn nhất thế giới về du lịch. Thành viên của hiệp hội bao gồm các đại lý du lịch hoặc các công ty có sản phẩm liên quan đến du lịch như bán tour, du lịch trên biển, khách sạn, thuê máy bay, xe du lịch,v.v..
ASTA cung cấp nhiều lợi ích cho các thành viên cũng như khách hàng của họ. Đa số thành viên của ASTA là các cơ quan du lịch. Tuy nhiên, một số nhà cung cấp du lịch khác, chẳng hạn như các hãng hàng không, khách sạn, các công ty cho thuê xe, tuyến đường tàu, và các nhà khai thác tour du lịch cũng là thành viên của ASTA.

### Nhiệm vụ
Nhiệm vụ của ASTA là tạo điều kiện kinh doanh thuận lợi về du lịch, chia sẻ kiến thức và nâng cao tính chuyên nghiệp cho các thành viên. ASTA luôn tìm kiếm một thị trường du lịch bán lẻ đầy tiềm năng, phát triển dịch vụ du lịch và là một nơi bổ ích để làm việc, đầu tư và kinh doanh. Được thành lập vào năm 1931, ASTA là hiệp hội thương mại du lịch lớn nhất và có ảnh hưởng nhất trên thế giới với số thành viên trong 140 quốc gia.

### Trụ sở
ASTA - American Society of Travel Agents 
1101 King Street, Suite 200
Alexandria, VA 22314
U.S.A.